# Dysgonia rogenhoferi
Dysgonia rogenhoferi is een vlinder uit de familie van de spinneruilen (Erebidae). De wetenschappelijke naam van de soort is voor het eerst geldig gepubliceerd in 1880 door Bohatsch.
Deze nachtvlinder komt voor in Europa.